# Freedom for Links
Freedom for Links war eine Initiative aktiver Netizens, die aufgrund der Aufregung um eine Klage wegen der Haftung für Hyperlinks im Mai 1998 gegründet wurde. Die Initiative erreichte damals durch ihr Engagement und durch eine große Sammlung an Fachartikeln zum Thema Internetrecht ein großes Publikum und konnte viele prominente Unterstützer und Partner gewinnen.
Nach internen Problemen wurde die Initiative im Sommer 2003 aufgelöst.

## Programm
Freedom for Links setzte sich für eine Netzkultur ein, die dazu beiträgt, menschliches Wissen und Verstehen zu fördern und sich einander näherzubringen.
Die Initiative sah sich als Vorkämpfer zur Verteidigung der Rechte aller, gegen Missbrauch derselben, Zensur und somit letztlich gegen die Einschränkung der Meinungsfreiheit.

## Geschichte
Im Jahr 1998 kam es im Verfahren Steinhöfel vs. Best um die Frage der Linkhaftung zu einem strittigen Urteil, welches für großes Aufsehen und Aufregung sorgte.
Diese Aufregung führte dazu, dass Uschi Hering zusammen mit Niels Gerhardt die Initiative und später den Verein gründeten. Zu den Gründungsmitgliedern gehörte auch der spätere Vorsitzende der Piratenpartei Berlin Hartmut Semken.
Freedom for Links organisierte sich am 15. Januar 2000 zum Verein.
Ziel war es, Aufklärungsarbeit zu leisten, gegen Rechtsmissbrauch anzukämpfen und die Einschränkung der Meinungsfreiheit durch die zu strenge Auslegung von kommerziellen Schutzrechten zu verhindern. Datenschutzrechte und allgemeine Persönlichkeitsrechte wurden nach Ansicht von zwei umstrittenen Anwälten nicht beachtet, sodass es zu entsprechenden einstweiligen Verfügungen gegen den Verein kam.
Mit Hilfe von Spendengeldern und Mitgliedsbeiträgen sollten gegebenenfalls notwendige Musterprozesse geführt werden, wurden dann aber (auch) für eigene verlorene Gerichtsverfahren benötigt.
Zwischen 1999 und 2000 machte sich die Initiative stark gegen die Abmahnwelle, die der Münchener Anwalt
Günter Freiherr von Gravenreuth um die Marke "Explorer" auslöste. Hierbei unterstützte sie auch Stefan Münz im Rechtsstreit mit dem Anwalt. Die Marke „Explorer“ wurde mit Beschluss des Bundespatentgerichts (AZ 30 W(pat) 199/02) durch das Deutsche Patent- und Markenamt gelöscht.
In den Jahren 2000 und 2001 erwirkten die Rechtsanwälte Günter Freiherr von Gravenreuth und Joachim Steinhöfel jeweils eine einstweilige Verfügung gegen diesen Verein, da er in unbefugter Weise Namen als Meta-Tags auf seiner Homepage verwendete.
Im Jahr 1999 war Freedom For Links federführend an der Aktion "Stoppt Enfopol" beteiligt, einer Kampagne gegen Überwachungspläne der EU. In dieser Zeit waren neben Uschi Hering vor allem die Juristen Patrick Mayer, Thomas Stadler, Hans-Jochen Krieger und Sierk Harmann sowie Hartmut Semken und Uli Werner für die Initiative aktiv.
Im April 2001 verließen Uschi Hering und Niels Gerhardt nach internen Meinungsverschiedenheiten den Verein.
Die verbliebenen Vereinsmitglieder schafften es im späteren Verlauf nicht zu einer produktiven Form der Zusammenarbeit zu kommen. Insbesondere nach dem Tod von Rechtsanwalt Dr. Patrick Mayer im Juni 2001, wurden viele Projekte nicht mehr verfolgt.
Der Verein wurde am 13. August 2003 aus dem Vereinsregister gelöscht.
Die für den Fall Stefan Münz gespendeten Gelder wurden schon vorher von diesem (mit)verwaltet. Es soll – in Absprache mit den Spendern – teilweise zur Unterstützung geeigneter anderer Rechtsstreitigkeiten dienen.
Nach Auflösung des Vereins wurde der Webauftritt wieder Uschi Hering übereignet, die danach die Inhalte durch eine kurze Informationsseite ersetzt. Lediglich im Oktober 2004 wurden noch einmal im Zusammenhang mit dem Urteil gegen die Onlinesatire FreedomFone neue Informationen eingestellt.
Viele der ursprünglich auf der Freedom For Links Webseite eingestellten Originaltexte sind auf artikel5.de archiviert worden und weiterhin abrufbar.